# Martinet des Philippines
Mearnsia picina
Espèce
Synonymes
- Chaetura picina Tweeddale, 1879
(protonyme)

Statut de conservation UICN

 NT  : Quasi menacé
Le Martinet des Philippines (Mearnsia picina) est une espèce d'oiseaux de la famille des Apodidae.

## Répartition
Cet oiseau est endémique des Philippines.